# 乾川駅
乾川駅（コンチョンえき）は大韓民国慶尚北道慶州市にかつて存在した韓国鉄道公社中央線の駅である。

## 歴史
- 1918年11月1日：簡易駅として開業[1]。
- 1919年6月24日：普通駅に昇格。
- 1939年6月1日：標準軌に改軌[2]。
- 2008年1月1日：旅客取扱中止。
- 2008年6月1日：旅客営業再開。
- 2011年3月1日：東大邱駅 - 浦項駅を結ぶムグンファ号が1日8往復停車となる。
- 2021年12月28日：中央線複線電鉄化に伴う線路移設により廃止。

## 隣の駅
韓国鉄道公社
中央線
永川駅 - (松浦信号場) - (林浦駅) - (阿火駅) - 乾川駅 - (牟梁信号場) - (栗洞信号場) - 西慶州駅